# جايسون تالبوت
جايسون تالبوت (بالإنجليزية: Jason Talbot)‏ (30 سبتمبر 1985 في المملكة المتحدة - ) هو لاعب كرة قدم بريطاني في مركز الدفاع. لعب مع بورت فايل وبولتون واندررز ودونفرملين أثلتيك وديربي كاونتي ونادي مانسفيلد تاون ونادي ليفينغستون لكرة القدم.

## وصلات خارجية
- جايسون تالبوت على موقع قاعدة بيانات كرة القدم.إي يو (الإنجليزية)
- جايسون تالبوت على موقع Soccerbase.com (لاعب) (الإنجليزية)